# Галіївка (Гомельський район)
Галіївка (біл. Галееўка) — село в Урицькій сільській раді Гомельського району Гомельської області Республіки Білорусь.

## Географія

### Розташування
У 20 км на захід від Гомеля.

## Гідрографія
На півночі та заході меліоративні канали, з'єднані з річкою Уза (притока річки Сож).

## Транспортна мережа
Транспортні зв'язки степовою, потім автомобільною дорогою Жлобин — Гомель. Планування складається з прямолінійної вулиці меридіональної орієнтації, до якої на півночі та півдні приєднуються провулки. Забудова двостороння, дерев'яна, садибного типу.

## Історія

### Російська імперія
Виявлені біля села курганні могильники залізної доби свідчать про заселення цих місць з давніх-давен. За письмовими джерелами відома з ХІХ століття як слобода в Телешевській волості Гомельського повіту Мінської губернії. Господар маєтку Галіївка дворянин Солтан-Пересвіт володів тут у 1878 році 445 десятинами землі. У 1886 році працював хлібний магазин. Відповідно до перепису 1897 року розташовувалися: школа грамоти, 2 вітряки, кузня, трактир. Поруч був однойменний маєток. У 1909 році 1257 десятин землі, школа.

### СРСР
З 8 грудня 1926 року по 30 грудня 1927 року центр Галіївської сільради Уваровицького району Гомельського округу. У 1929 році організовано колгосп.

#### Німецько-радянська війна
Під час німецько-радянської війни 3 вересня 1943 року німецькі окупанти повністю спалили село і вбили 61 мешканця. 34 мешканці загинули на фронті.

### Республіка Білорусь
До 31 жовтня 2006 року у складі Старобелицької сільської ради.

## Населення

### Чисельність
- 2009 — 126 мешканців.